# Croitorul (pictură)
Croitorul este un tablou realizat de unul dintre cei mai cunoscuți pictori italieni Giovanni Battista Moroni (1522-1578), care face parte din 1882 din colecția National Gallery.. 

## Istoria
Acest portret, o pictură în ulei pe pânză de 99,5 × 77 centimetri, este cel al unui croitor, care ar fi, potrivit unor experți, membru al familiei Fenaroli din Albino. A fost pictat între 1565 și 1570, după ce pictorul a părăsit Bergamo pentru a reveni în orașul natal Albino. Un inventar din 1637 indică faptul că a făcut parte din colecția unui preot de la Catedrala din Bergamo, episcopul Giuseppe Tomini, fiul unui vopsitor bogat din Albino în jurul anului 1585, Francesco Tomini.

## Analiză și stil
Moroni excelează în arta portretelor. Influențat de maestrul său Moretto din Brescia și de Titzian, precum și de Lotto, a pictat portrete ale membrilor aristocrației și ale locuitorilor importanți, cu un „accent intim și narativ”, dar și soldați, preoți, burghezi (magistrați, ecleziaști), și scene religioase precum Căsătoria mistică a Sfintei Ecaterina (Biserica din Almenno San Bartolomeo). Prezentând un anumit manierism la început, picturile tind spre un realism plin de psihologie, așa cum arată acest tablou celebru al unui croitor cu privire pătrunzătoare. Acest portret a fost deja sărbătorit în secolul al XVII-lea, când a făcut parte din colecția Grimani din Veneția.
Unii experți sunt de părere că ar fi, un comerciant prosper de țesături al familiei Marinoni di Desenzano Albino, familie care comercializa și vopsea, apoi lână la Veneția, decât un croitor. Personajul este îmbrăcat după moda apărută după cucerirea spaniolă și lansarea Contrareformei: un mic guler spaniol în jurul gâtului și la încheieturile mâinilor și jiletca simplă, dar rafinată, anunțând elemente mai grave și o modă mai austeră. Cu toate acestea, pantalonii (numiți în Veneția braghesse) de culoarea vinului sunt dublați și puternic căptușiți cu bumbac (bombace) cu perforații. Această modă scumpă, introdusă în Italia de mercenarii germani a fost criticată pentru că necesita metri întregi de țesături, de multe ori mătase sau satin.